# Okres Jičín
Jičín (Duits: Jitschin) is een district (Tsjechisch: Okres) in de Tsjechische regio Hradec Králové. De hoofdstad is Jičín. Het district bestaat uit 111 gemeenten (Tsjechisch: Obec).

## Lijst van gemeenten
De obce (gemeenten) van de okres Jičín. De vetgedrukte plaatsen hebben stadsrechten. De cursieve plaatsen zijn steden zonder stadsrechten (zie: vlek).
Bačalky - Bašnice - Běchary - Bílsko u Hořic - Boháňka - Borek - Brada-Rybníček - Březina - Bříšťany - Budčeves - Bukvice - Butoves - Bystřice - Cerekvice nad Bystřicí - Červená Třemešná - Češov - Dětenice - Dílce - Dobrá Voda u Hořic - Dolní Lochov - Dřevěnice - Holín - Holovousy - Hořice - Cholenice - Chomutice - Choteč - Chyjice - Jeřice - Jičín - Jičíněves - Jinolice - Kacákova Lhota - Kbelnice - Kněžnice - Konecchlumí - Kopidlno - Kostelec - Kovač - Kozojedy - Kyje - Lázně Bělohrad - Libáň - Libošovice - Libuň - Lískovice - Lukavec u Hořic - Lužany - Markvartice - Miletín - Milovice u Hořic - Mladějov - Mlázovice - Nemyčeves - Nevratice - Nová Paka - Ohařice - Ohaveč - Osek - Ostroměř - Ostružno - Pecka - Petrovičky - Podhorní Újezd a Vojice - Podhradí - Podůlší - Radim - Rašín - Rohoznice - Rokytňany - Samšina - Sběř - Sedliště - Sekeřice - Slatiny - Slavhostice - Sobčice - Soběraz - Sobotka - Stará Paka - Staré Hrady - Staré Místo - Staré Smrkovice - Střevač - Sukorady - Svatojanský Újezd - Šárovcova Lhota - Tetín - Třebnouševes - Třtěnice - Tuř - Úbislavice - Údrnice - Úhlejov - Újezd pod Troskami - Úlibice - Valdice - Veliš - Vidochov - Vitiněves - Volanice - Vrbice - Vršce - Vřesník - Vysoké Veselí - Zámostí-Blata - Zelenecká Lhota - Železnice - Žeretice - Židovice - Žlunice
Hradec Králové · Jičín · Náchod · Rychnov nad Kněžnou · Trutnov